# Анируддха
Аниру́ддха (санскр. अनिरुद्ध «неуправляемый») — герой пуранической литературы индуизма, сын Прадьюмны и внук Кришны. Наряду с Васудевой, Санскаршаной, Самбой и Прадьюмной, Анируддха входит в группу «пяти героев» (панчавира), считавшихся предками племени вришниев.
В гаудия-вайшнавском богословии Анируддха — это одна из ипостасей чатур-вьюхи (четверной формы) Вишну.
Именем Анируддхи названа организация по борьбе с последствиями стихийных бедствий.